# سهل خوزستان
سهل خوزستان هو المنطقة المسطحة نسبيًا في إيران حيث تقع محافظة خوزستان ومدن الأهواز وسوسة وعبادان. يحد سهل خوزستان بلاد ما بين النهرين ويفصلها عنها نهر شط العرب.

## الحياة البرية

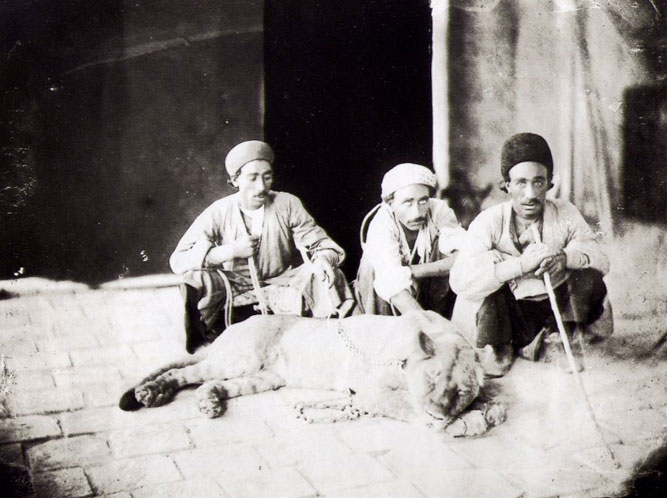
صورة لأسد في إيران، التقطها أنطوان سيفروغوين.

في القرن التاسع عشر وأوائل القرن العشرين، سُجل الأسد الآسيوي في محافظة فارس، ومقاطعة رامهرمز، ومقاطعة شوشتر، ومقاطعة دزفول وعلى طول نهر الكارون.

## طالع أيضًا
- ري المد والجزر [الإنجليزية]